# Platysoma caviceps
Platysoma caviceps är en skalbaggsart som beskrevs av Lea 1925. Platysoma caviceps ingår i släktet Platysoma och familjen stumpbaggar. Inga underarter finns listade i Catalogue of Life.